# Ligue nationale de basketball du Canada
Cet article concerne Ligue nationale de basket-ball du Canada. Pour la ligue qui s'est disputée en 1993-1994, voir National Basketball League (Canada).
Pour la ligue qui s'est disputée en 2004, voir Canadian National Basketball League.
La Ligue nationale de basketball du Canada (ou LNB) — en anglais : National Basketball League of Canada (NBL) — est une ligue canadienne de basketball fondée en 2011 et disparue en 2023.

## Historique
Pour la première saison, trois équipes en provenance de la Premier Basketball League, les Rainmen de Halifax, les Kebekwa de Québec et les Mill Rats de Saint-Jean ont rejoint quatre équipes nouvellement créées, les Miracles de Moncton, le Power d'Oshawa, le Storm de Summerside et le Lightning de London pour former les sept équipes originelles de la LNB.
Lors de la deuxième saison, les Kebekwa de Québec disparaissent tandis que sont créées deux nouvelles équipes, portant le total à huit : l'Express de Windsor et le Jazz de Montréal.
L'Express de Windsor rejoint la LNB en juin 2012. Les Kebs de Québec, qui avaient déménagé à Laval, pendant l'intersaison, quittent la ligue après avoir connu des difficultés lors de leur première année. En novembre, les Kebs sont remplacés par le Jazz de Montréal, qui disputera ses matchs au Centre Pierre Charbonneau. Au cours de la saison 2012-2013, la ligue est composée de huit équipes séparées en divisions : quatre équipes dans la division Atlantique et quatre dans la division Centrale.
La ligue passe à neuf équipes lors de la saison 2013-2014 avec l'ajout des A's de Brampton et des SkyHawks d'Ottawa, tandis que le Jazz de Montréal disparaît. Deux équipes ont déménagé dans leur région respective : le Power d'Oshawa à Mississauga et le Storm de Summerside à Charlottetown. La ligue revient à huit équipes la saison suivante, Ottawa n'ayant pas atteint les standards de la ligue et n'ayant pas remboursé un prêt.
La saison 2014-2015 se termine dans la controverse, l'Express de Windsor ayant été déclaré vainqueur de la finale de championnat après l'absence des Rainmen d'Halifax lors du septième et dernier match. L'organisation des Rainmen a invoqué la crainte pour leur sécurité après une altercation physique avec l'Express plus tôt dans la journée pour justifier leur absence. Les Rainmen et leurs joueurs ont été condamnés à une amende par la ligue, et l'équipe a finalement déposé le bilan. La saison suivante, la ligue remplace les Rainmen par les Hurricanes d'Halifax. La nouvelle équipe d'Halifax remporte le titre dès sa première saison, en battant le Lightning de London en finale.
Lors de la saison 2016-2017, deux équipes rejoignent la compétition, les Highlanders de Cape Breton et les Titans de KW. Lors de la saison 2017-2018, le nombre d'équipes reste inchangé à la suite de la fermeture des Miracles de Moncton et des A's d'Orangeville et de l'arrivée du Magic de Moncton et de l'Edge de St. John's dans les Provinces maritimes. Le Lightning a remporté le championnat lors des deux saisons, après avoir remporté quatre des sept premiers éditions.
La LNB s'étend au Nord de l'Ontario avec l'arrivée du Five de Sudbury pour la saison 2018-2019. Cependant, les Lions de Niagara River quittent la ligue pour fonder la Ligue élite canadienne de basketball rivale.
Avant la saison 2019-2020, les Highlanders de Cape Breton et le Riptide de Saint John sont dissous, leurs propriétaires respectifs ayant tenté de les vendre, réduisant ainsi la ligue à huit équipes. Au cours de la saison, la pandémie de Covid-19 a entraîné la suspension des matchs le 12 mars 2020. La saison a ensuite été entièrement annulée, entraînant la fermeture des arénas et la restriction des déplacements. Le début de la saison 2020-2021 est initialement retardée, la pandémie se poursuivant en 2021. Le 4 mars 2021, la LNB annonce qu'il n'y aura pas de saison 2020-2021.
Pour la saison 2021-2022, la Ligue nationale de basketball du Canada annonce qu’elle accepte de jouer en série avec plusieurs équipes de The Basketball League. Les matchs joués entre les équipes des deux ligues sont inclus dans leur classement de saison régulière respectif pour chaque ligue.
À l'issue de la saison 2023, les quatre équipes restantes de la ligue, les Titans de KW, le Lightning de London, le Five de Sudbury et l'Express de Windsor, se sont séparées de la LNB et ont aidé à fonder la Basketball Super League avec le président de The Basketball League, David Magley.

## Déroulement de la saison
À l'issue de la pause estivale, les équipes débutent la saison par les camps d'entraînement fin septembre. Une série de matchs d'exhibition est organisée. La saison régulière débute lors de la première semaine de novembre. Durant la saison régulière, chaque équipe dispute 40 matchs, 20 à domicile et 20 à l'extérieur. 
Les séries éliminatoires commencent fin mars, avec les cinq meilleures équipes. Les deux premiers de chaque division, ainsi que l'équipe ayant le meilleur bilan derrière ces quatre équipes. 
Le quatrième et le cinquième s'affrontent lors du premier tour des playoffs, au meilleur des trois matchs. Le vainqueur de cette confrontation rencontre le premier de la saison régulière en demi-finale, le deuxième et le troisième s'affrontant dans l'autre demi-finale, dans des séries au meilleur des cinq matchs. Les vainqueurs de ces matchs se rencontrent lors de la finale au meilleur des cinq matchs.

## Équipes
Notes
1. L'astérisque (*) indique un déménagement de la franchise.
2. Les Rainmen de Halifax, Kebekwa de Québec et les Mill Rats de Saint-Jean ont rejoint la NBL Canada en 2011 en provenance de la Premier Basketball League.

## Anciennes équipes
| Équipe                              | Ville                                  | Salle (Capacité)                               | Période d'activité |
| ----------------------------------- | -------------------------------------- | ---------------------------------------------- | ------------------ |
| River Lions de Niagara              | Saint Catharines, Ontario              | Powerade Centre                                | 2015-2018          |
| Kebekwa de Québec                   | Laval, Québec                          | Pavillon de l'éducation physique et des sports | 2011-2012          |
| Power d'Oshawa Power de Mississauga | Oshawa, Ontario Mississauga, Ontario   | General Motors Centre Centre Hershey           | 2011-2015          |
| Miracles de Moncton                 | Moncton, Nouveau-Brunswick             | Colisée de Moncton                             | 2011-2017          |
| Jazz de Montréal                    | Montréal, Québec                       | Centre Pierre-Charbonneau                      | 2013-2014          |
| SkyHawks d'Ottawa                   | Ottawa, Ontario                        | Centre Canadian Tire                           | 2013-2014          |
| A's de Brampton A's d'Orangeville   | Brampton, Ontario Orangeville, Ontario | Powerade Centre Athlete Institute (en)         | 2013-2017          |

## Palmarès
| Saison    | Champion                                        | Score | Finaliste             |
| --------- | ----------------------------------------------- | ----- | --------------------- |
| 2011-2012 | Lightning de London                             | 3-2   | Rainmen de Halifax    |
| 2012-2013 | Lightning de London                             | 3-1   | Storm de Summerside   |
| 2013-2014 | Express de Windsor                              | 4-3   | Storm d'Island        |
| 2014-2015 | Express de Windsor                              | 4-3   | Rainmen d'Halifax     |
| 2015-2016 | Hurricanes de Halifax                           | 4-3   | Lightning de London   |
| 2016-2017 | Lightning de London                             | 4-2   | Hurricanes de Halifax |
| 2017-2018 | Lightning de London                             | 4-3   | Hurricanes de Halifax |
| 2018-2019 | Magic de Moncton                                | 4-0   | Edge de Saint-Jean    |
| 2019-2020 | Non attribué pour cause de Pandémie de Covid-19 |       |                       |
| 2020-2021 | Non attribué pour cause de Pandémie de Covid-19 |       |                       |
| 2021-2022 | Lightning de London                             | 3-0   | Titans de KW          |
| 2022-2023 | Lightning de London                             | 3-2   | Express de Windsor    |

## Bilan par club
- Lightning de London : 6 (2012, 2013, 2017, 2018, 2022, 2023)
- Express de Windsor : 2 (2014, 2015)
- Magic de Moncton : 1 2019
- Hurricanes de Halifax : 1 (2016)

## Récompenses individuelles
| Saison    | MVP            | Équipe              |
| --------- | -------------- | ------------------- |
| 2011-2012 | Gabe Freeman   | Lightning de London |
| 2012-2013 | Devin Sweetney | Miracles de Moncton |